# Élections municipales turques de 2009
Les élections municipales turques de 2009 (2009 Türkiye Cumhuriyeti Yerel Yönetimler Seçimi) se sont tenues le 29 mars 2009 afin d'élire les maires (Belediye başkanı) des 3 000 communes de Turquie.
Le Parti de la justice et du développement (AKP) arrive en tête mais enregistre une légère baisse par rapport aux élections précédentes. Il recueilli 38,39 % des voix contre 41,67 % en 2004. Il conserve les Istanbul et Ankara mais perd Antalya. L'opposition officiel en profite : le Parti républicain du peuple (CHP) améliore son score, passant à 23,08 % des voix, mais toujours nettement dévancé cependant par l'AKP. Le Parti du mouvement nationaliste (MHP) frôle les 16 %.

## Résultats dans les principales villes
| Ville      | Maire                 | Parti                                   |
| ---------- | --------------------- | --------------------------------------- |
| Adana      | Aytaç Durak           | Parti d'action nationaliste             |
| Ankara     | Melih Gökçek          | Parti de la justice et du développement |
| Antalya    | Mustafa Akaydın       | Parti républicain du peuple             |
| Bursa      | Recep Altepe          | Parti de la justice et du développement |
| Diyarbakır | Osman Baydemir        | Parti de la société démocratique        |
| Erzurum    | Ahmet Küçükler        | Parti de la justice et du développement |
| Eskişehir  | Yılmaz Büyükerşen     | Parti de la gauche démocratique         |
| Gaziantep  | Asım Güzelbey         | Parti de la justice et du développement |
| Istanbul   | Kadir Topbaş          | Parti de la justice et du développement |
| Izmir      | Aziz Kocaoğlu         | Parti républicain du peuple             |
| Kayseri    | Mehmet Özhaseki       | Parti de la justice et du développement |
| Kocaeli    | İbrahim Karaosmanoğlu | Parti de la justice et du développement |
| Konya      | Tahir Akyürek         | Parti de la justice et du développement |
| Mersin     | Macit Özcan           | Parti républicain du peuple             |
| Sakarya    | Zeki Toçoğlu          | Parti de la justice et du développement |
| Samsun     | Yusuf Ziya Yılmaz     | Parti de la justice et du développement |